# Salah Ashour
Salah Ashour (tiếng Ả Rập: صلاح عاشور, sinh ngày 8 tháng 9 năm 1987) là một cầu thủ bóng đá người Ai Cập thi đấu cho Misr Lel Makkasa, cho mượn từ Zamalek, ở vị trí tiền đạo.